# The Sting of Stings
The Sting of Stings è un cortometraggio comico muto del 1927 diretto da James Parrott e interpretato da suo fratello Charles Parrott in arte Charley Chase. Il corto fu pubblicato il 3 ottobre 1927.

## Trama
Charley ed Edna sono molto soddisfatti con loro stessi e la loro nuova macchina. Essi decidono di dividere la loro buona fortuna e offrono di portare fuori sei bambini poveri per un giorno divertente a carnevale. Sfortunatamente, i bambini vengono dal riformatorio, e ognuno combina più guai dell'altro.